# Barry Humphries
John Barry Humphries (født 17. februar 1934, død 22. april 2023) var en australsk komiker, skuespiller, forfatter og satiriker. Humphries var også filmproducer, manuskriptforfatter og prominent teaterskuespiller i Londons West End musikteaterscene, ligesom han var aktiv landskabsmaler. Humphries var dog bedst kendt for at skrive og spille sine alter ego'er på scenen og på tv: Dame Edna Everage og Sir Les Patterson.
For sin levering af dadaistisk og absurde humor beskrev forfatteren Anne Pender i 2010 Humphries som ikke kun "den mest betydningsfulde teaterfigur i vor tid ... [men] den mest betydningsfulde komiker siden Charlie Chaplin".

## Kendte karakterer
Humphries' karakterer bragte ham international berømmelse, og han optrådte også i adskillige sceneproduktioner, film og tv-shows. Han udviklede karakteren Dame Edna Everage, der oprindeligt var udtænkt som en forfærdelig husmor, der karikerede australske forstæders selvtilfredshed og isolation, der igennem fire årtier opnåede stjernestatus.
Blandt Humphries' andre satiriske karakter var omfattede den "fallistiske og berusede kulturattaché" Sir Les Patterson, som "fortsatte med at bidrage til verdensomspændende miskredit af australsk kunst og kultur, samtidig med at han bidrog lige så meget til det australske sprog, som han har lånt fra det"; den blide og bedstefaderlige Sandy Stone, underground-filmskaberen Martin Agrippa m.fl.

## Død
22. april 2023 døde Humphries på hospitalet i Sydney efter en hofteoperation, som havde udviklet komplikationer.